# فهرست ورزشکاران دیابتی
پیشرفت در مدیریت دیابت در قرن بیستم باعث شده است تا ورزشکاران مبتلا به دیابت بتوانند در یک سطح حرفه‌ای در ورزش ورزش کنند. در بین افراد دیابتی، تعدادی از ورزشکاران برجسته و حرفه‌ای با دیابت نوع یک وجود دارند این درحالی است که در بین دیابتی‌های نوع دو ورزشکار حرفه‌ای کمتر به چشم می‌خورد.
آموزه‌های مربوط به مدیریت دیابت در ورزش‌های رقابتی بر مشکلات موجود در تعادل انرژی و انسولین در طی دوره‌های ورزش شدید متمرکز است.
در زیر لیستی از ورزش‌های قابل توجه که در طول حرفه خود به دیابت مبتلا هستند، می‌باشد. این شامل ورزشکارانی نیست که پس از بازنشستگی تشخیص دیابت داده شده‌اند.

## فوتبال آمریکایی
- جی کاتلر، دنور برانکوز (۲۰۰۶–۲۰۰۸) و شیکاگو بیرز (۲۰۰۹–۲۰۱۶) خط حمله، دیابت نوع 1.[۱]
- مایک اکلز، تنسی تایتانز (۲۰۰۲–۲۰۰۴) هافبک دفاعی، دیابت نوع 1.[۲]
- کندال سایمون، پیتسبرگ استیلرز (۲۰۰۲–۲۰۰۸) گارد، دیابت نوع 1.[۳]
- جیک برن، سن دیگو چارجرز، مهاجم انتهایی، دیابت نوع یک[۴]
- جان چیک، سسکچوان راورایدرز (۲۰۰۷–۲۰۰۹, ۲۰۱۳–), ایندیاناپولیس کولتز (۲۰۱۰–۱۱), جکسونویل جگوارز (۲۰۱۱–۲۰۱۲) دفاع انتهایی، دیابت نوع1[۵]
- پاتریک پترسون، آریزونا کاردینالز (۲۰۱۱–); هافبک دفاعی، دیابت نوع ۲
- مارک اندروز، اوکلاهاماسونر، مهاجم انتهایی، دیابت نوع 1[۶]

## فوتبال استرالیایی
- نیتن بست، آدیلاید، دیابت نوع 1.[۷]
- جیمی کریپس، سینت کیلدا و وست کاست، دیابت نوع 1.[۸]
- جک فیتز پاتریک، ملبورن، هاترون دیابت نوع 1.[۹]
- براندون جک، سیدنی، دیابت نوع 1.[۱۰]
- پدی مکاردن، سینت کیلدا، دیابت نوع 1.[۱۱]
- سم رید، وسترن بولداگز و گریتر وسترن سیدنی، دیابت نوع 1.[۷]
- دیل ویتمن، ریچماند، دیابت نوع 1.[۷]

## بیسبال
- ران سنتو، شیکاگو کوبز (۱۹۶۰–۱۹۷۳) و شیکاگو وایت ساکس (۱۹۷۴) بازیکن محوطه درونی، دیابت نوع ۱, متوفی (۲۰۱۰ در سن ۷۰).
- سم فولد، شیکاگو کوبز (۲۰۰۷–۲۰۱۰), تمپا بی ریز (۲۰۱۱–۲۰۱۳), و اوکلند اتلتیکز (۲۰۱۴–) بازیکن محوطه بیرونی، دیابت نوع 1.[۱۲]
- مارک لو، سیاتل مرینرز (۲۰۰۶–۲۰۱۰, ۲۰۱۵), تگزاس رنجرز (۲۰۱۰–۲۰۱۲), لس آن جلس انجلز آناهایم (۲۰۱۳), کلیولند ایندینز (۲۰۱۴), تورنتو بلو جیز (۲۰۱۵), و دترویت تایگرز (۲۰۱۶–) پرتاب کننده، دیابت نوع 1.[۱۳]
- براندن مورو، سیاتل مرینرز (۲۰۰۷–۲۰۰۹) و تورنتو بلو جیز (۲۰۱۰–۲۰۱۴) پرتاب کننده، دیابت نوع 1.[۱۳]
- داستین مگاون، تورنتو بلو جیز (۲۰۰۵–۲۰۰۸, ۲۰۱۱, ۲۰۱۳–۲۰۱۴), فیلادلفیافلیز (۲۰۱۵), و میامی مارلینز (۲۰۱۶–) پرتاب کننده، دیابت نوع ۱.
- جکی رابینسون، برکلین داجرز (۱۹۴۷–۱۹۵۶), دیابت نوع ۲, متوفی (۱۹۷۲ درسن ۵۳).
- بیل گولیکسون، مونترال اکسپوس (۱۹۷۹–۱۹۹۴), دیابت نوع 1[۱۴]
- آدام دوال، سیسیناتی ریدز (۲۰۱۵–), دیابت نوع ۱

## بسکتبال
- کریس دادلی، اتحادیه ملی بسکتبال سنتر (۱۹۸۸–۲۰۰۱), سیاستمدار، دیابت نوع 1.[۱۵]
- گری فوربز، اتحادیه ملی بسکتبال مهاجم ریزتک (۲۰۱۰–تاکنون), دیابت نوع 1.[۱۶]
- آدام موریسون، اتحادیه ملی بسکتبال مهاجم ریزتک (۲۰۰۶–۲۰۱۰), دیابت نوع ۱.
- اَلپر ساریهن، ترکیش بسکتبال سوپر لیگ مهاجم ریزتک (۲۰۰۷–تاکنون), دیابت نوع 1.[نیازمند منبع]

## کریکت
- وسیم اکرم، پاکستانی پرتاب کننده (۱۰۴ تست، ۳۵۶ بازی ملی، ۱۹۸۴–۲۰۰۳), دیابت نوع 1.[۱۷]
- کریگ کامینگ، نیوزلند زننده (۱۱ تست، ۲۰۰۵–۲۰۰۸), دیابت نوع 1.[۱۸]
- جان مک لارن، استرالیا زننده (۱ تست، ۱۹۱۲), متوفی به دلیل دیابت در سن ۳۴.
- کریگ مک میلان، نیوزلند زننده (۵۵ تست، ۱۹۹۷–۲۰۰۵), دیابت نوع 1.[۱۹]
- دریک ویلهام، استرالیا زننده (۶ تست، ۱۹۸۱–۱۹۸۷), دیابت نوع 1.[۲۰]

## دوچرخه‌سواری
تیم دوچرخه‌سواری نووو نوردیسک یک تیم ورزشی جهانی متشکل از جمعی از دوچرخه سواران، سه‌گانه و دوندگان دیابتی است که به سرپرستی اولین تیم دوچرخه سواری حرفه‌ای دیابت در جهان است. مأموریت این تیم الهام بخش، آموزش و توانمندسازی افراد مبتلا به دیابت است
تیم نوو نوردیسک اولین تیم دوچرخه سواری حرفه‌ای است که کاملاً از افرادی که به دیابت نوع ۱ مبتلا هستند، تشکیل شده است. تعدادی از اعضا تیم خاویر مخیاس (اسپانیا), آندرئا پرون (دورچه‌سوار، زاده ۱۹۸۸) (ایتالیا), مارتاین فرسخور (هلند), و چند نفر از اعضای این تیم، از جمله فیل ساوتلند و VP از بازاریابی مت وگل دیابتی هستند.

## فوتبال
- اسکات آلن، باشگاه فوتبال سلتیک (۲۰۱۵–) هافبک، دیابت نوع ۱
- نانا کریستین سن، تیم ملی فوتبال زنان دانمارک (۲۰۰۹–) هافبک، دیابت نوع 1.[۲۶]
- بن کوکر، باشگاه فوتبال ساوتند یونایتد (۲۰۱۳–) مدافع، دیابت نوع 1.[۲۷]
- آنتونیا گورسون، تیم ملی فوتبال زنان سوئد (۲۰۱۰–) هافبک، دیابت نوع 1.[۲۸]
- آلن کرنغن، تیم ملی فوتبال جمهوری ایرلند (۱۹۹۲–۱۹۹۶) مدافع، دیابت نوع 1.[۲۹]
- گری مابوت، باشگاه فوتبال تاتنهام هاتسپر (۱۹۸۲–۱۹۹۸) و باشگاه فوتبال بریستول راورز (۱۹۷۹–۱۹۸۲) مدافع، برنده لیگ اروپا و جام حذفی فوتبال انگلستان، دیابت نوع 1.[۳۰]
- بورخا مایورال، باشگاه فوتبال رئال مادرید (2015–), striker, Type 1.[۳۱]
- دنی مک گرین، تیم ملی فوتبال اسکاتلند (62 caps, 1973–1982) and باشگاه فوتبال سلتیک (۱۹۶۷–۱۹۸۷) مدافع، هفت - بار برندهلیگ برتر فوتبال اسکاتلند.[۳۲]
- جردن ماریوس، تیم ملی فوتبال ایالات متحده آمریکا (۲۴ کلاه، ۲۰۱۴–) و باشگاه فوتبال سیاتل ساندرز (2012–2013, 2016–) and دانشگاه استنفورد (۲۰۱۳–۲۰۱۵) فوروارد، دیابت نوع ۱.
- جک مولدون، باشگاه فوتبال لینکولن سیتی (۲۰۱۵–۲۰۱۷), فوروارد، دیابت نوع 1.[۳۳]
- ناچو (بازیکن فوتبال), تیم ملی فوتبال اسپانیا (۲۰۱۳–) و باشگاه فوتبال رئال مادرید (۲۰۰۹–) مدافع، دیابت نوع 1.[۳۴]
- اندی پن من، تیم ملی فوتبال اسکاتلند (۱ کلاه، ۱۹۶۶) و باشگاه فوتبال رنجرز (۱۹۶۷–۱۹۷۳), باشگاه فوتبال داندی (۱۹۵۹–۱۹۶۷) و آربروث اف.سی. (۱۹۷۳–۱۹۷۸) هافبک، برندهلیگ فوتبال اسکاتلند ۱۹۶۱. دیابت نوع ۱, متوفی (۱۹۹۴ در سن 51).[۳۵]
- کریگ استنلی، باشگاه فوتبال لینکولن سیتی (۲۰۱۵–۲۰۱۷), هافبک، دیابت نوع 1.[۳۳]
- مگنوس ولف ایکریم، فوتبالیست حرفه‌ای نوروژی، اکنون در حال بازی برای باشگاه فوتبال سیاتل ساندرز.
- پار زتربرگ تیم ملی فوتبال سوئد، هافبک، دیابت نوع ۱.